# Friedrich Ablass
Friedrich Robert Heinrich Ablass (* 22. Mai 1895 in Mülhausen im Elsass; † 3. Juli 1949 in Hamburg-Lemsahl-Mellingstedt) war ein deutscher Politiker (DDP, FDP) und Widerstandskämpfer gegen den Nationalsozialismus.

## Leben und Beruf
Ablass, der Neffe des liberalen Reichstagsabgeordneten Bruno Ablaß, studierte nach dem Abitur Rechtswissenschaften und ließ sich nach der Promotion in Hamburg als Rechtsanwalt nieder. Nachdem sein Haus auf der Uhlenhorst im Juli 1943 bei einem Bombenangriff zerstört worden war, zog er mit seiner Familie (Ehefrau und Tochter) vorübergehend zu seiner Verwandtschaft nach Hirschberg in Schlesien, kam aber noch während des Krieges nach Hamburg zurück. Er starb Mitte 1949 nach langer Krankheit.

## Partei und Widerstand
Im Kaiserreich gehörte Ablass den Vereinigten Liberalen in Hamburg an, einer linksliberalen Gruppierung. Mit dieser kam er 1918 zur DDP und ab 1930 zu der aus ihr entstandenen Deutschen Staatspartei. Er war Vorsitzender der Bezirksverbände Hohenfelde und Freihafen, in letzterem trafen sich die mit der Hafenwirtschaft befassten Mitglieder, und gehörte in den 1930er Jahren auch dem Landesvorstand der Staatspartei in Hamburg an. Außerdem war er Chefredakteur der Parteizeitung Der Demokrat an der Wasserkante. Seit etwa 1930 galt er als führender Kopf des linken Parteiflügels in der Hansestadt.
Als der Staatspartei-Senator Walter Matthaei auch im neugebildeten Senat des NSDAP-Bürgermeisters Carl Vincent Krogmann im Amt blieb, forderte Ablass den Reichsvorsitzenden der Staatspartei Hermann Dietrich am 9. März 1933 auf, sich von Matthaei zu distanzieren. 
In der Zeit des Nationalsozialismus organisierte Ablass eine bürgerlich-liberale Widerstandsgruppe in Hamburg, die unter dem Namen Gruppe Q aktiv war. Diesem Kreis gehörten neben Ablass u. a. auch Alfred Johann Levy, Harald Abatz, Walter Jacobsen, Paul Heile, Richard Archilles, Max Dibbern, Martin Plat, Carl Stephan, Bruno Schmachtel und Eduard Sußmann an. Die Gruppe traf sich als Herrenrunde getarnt in Hamburger Cafés und sorgte neben dem Informationsaustausch für konkrete Hilfen für bedrohte und verhaftete Freunde. Ende 1933 wurde formal der „Verein der Hafenfreunde e. V.“ gegründet, um die Gruppe besser tarnen zu können. Diesem Verein schlossen sich weitere liberale Bürger wie Willy Max Rademacher, Cäsar Oehding und Walter Brosius an, später auch Eduard Wilkening. Ebenfalls noch 1933 wurde mit dem Bronzekeller in der Neustadt ein Kabarettlokal geschaffen, das bis 1943 dem Austausch der Regimegegner diente. Über Jacobsen bestand Kontakt zur Robinsohn-Strassmann-Gruppe. In den 1940er Jahren nannte sich der Kreis programmatisch nur noch Freies Hamburg.
Aus dieser Gruppe wurde am 5. Mai 1945 heraus der Bund Freies Hamburg gegründet, dessen stellvertretender Vorsitzender Ablass wurde. Der Bund verstand sich als überparteiliche Gruppierung, die sich am Aufbau eines demokratischen Deutschland beteiligen wollte. Bereits am 11. Juni 1945 genehmigte die Militärregierung den BFH und erlaubte ihm in internen Zirkeln politische Fragen zu diskutieren, was nicht selbstverständlich war, weil an sich den Deutschen noch jedwede politische Betätigung verboten war. Am 16. August 1945 beschloss die Mitgliederversammlung des BFH auf Antrag von Ablass, Harald Abatz und Eduard Wilkening die Gründung einer liberaldemokratischen Partei. Diese wurde schließlich am 20. September 1945 unter dem Namen Partei Freier Demokraten ins Leben gerufen. Ablass wurde in den Vorstand der neuen Partei gewählt, aus der später der Hamburger FDP-Landesverband werden sollte. Bei der Bürgerschaftswahl 1946 kandidierte er vergeblich im Wahlkreis 16 Harvestehude-Rotherbaum.